# David Stove
David Charles Stove (ur. 15 września 1927, zm. 2 czerwca 1994) – australijski filozof zajmujący się filozofią nauki.
Prace Stove'a opierały się na filozoficznej polemice z postmodernizmem, racjonalizmem krytycznym Karla Poppera, darwinizmem, feminizmem, marksizmem i metafizyką. W swojej pracy, The Rationality of Induction (1986) zaproponował pozytywistyczne rozwiązanie problemu indukcji. Stove krytykował również socjobiologię, którą opisywał w swoich pracach jako nową religię, w której geny pełnią rolę bogów.
Wprowadził termin efekt Izmaela.

## Śmierć
Popełnił samobójstwo po zdiagnozowaniu u niego raka przełyku.

## Wybrane publikacje
- Probability and Hume's Inductive Scepticism, Oxford: Clarendon, 1973.
- Popper and After: Four Modern Irrationalists, Oxford: Pergamon, 1982. (Reprinted as Scientific Irrationalism, New Brunswick: Transaction, 2001; and as Anything Goes: Origins of the Cult of Scientific Irrationalism, Macleay Press, Sydney, 1998.)
- The Rationality of Induction, Oxford: Clarendon, 1986.
- The Plato Cult and Other Philosophical Follies, Oxford: Blackwell, 1991.
- Cricket versus Republicanism, ed. James Franklin & R. J. Stove, Sydney: Quakers Hill Press, 1995.
- Darwinian Fairytales, Aldershot: Avebury Press, 1995, repr. New York: Encounter Books, 2006.
- Against the Idols of the Age, ed. Roger Kimball, New Brunswick (US) and London (UK): Transaction, 1999.
- On Enlightenment, ed. Andrew Irvine, New Brunswick (US) and London (UK): Transaction, 2002.